# Pastoral americana
Pastoral americana (American pastoral) es una novela escrita en 1997 por el escritor estadounidense Philip Roth (1933-2018), con la que ganó el Premio Pulitzer y la National Medal of Arts.

## Argumento
El libro parte de la ficción de que un escritor (Zuckerman) relata la vida del Sueco (sobrenombre del protagonista). El Sueco es el prototipo de héroe al que admiraba toda la comunidad judía de Newark, ya que encarnaba la idea de que era posible para un chico judío triunfar en los Estados Unidos, pese a su origen humilde y el antisemitismo sutil de la época. El Sueco es honrado, honesto, trabajador y razonable; deportista de éxito, obedece las leyes y respeta las opiniones ajenas por muy opuestas a las suyas que puedan ser. Busca lo mejor para su familia, aún a costa de sus propias convicciones personales, siempre aferrándose a un centro de gravedad razonable.
Sin embargo, los cambios sociales y económicos de los años 60 suponen un cambio generacional y de valores que dejan atrás el mundo en el que el Sueco cree y al que se aferra. Todas sus virtudes y esfuerzos concitan el resentimiento y desprecio de aquellos que anteponen su propio interés (su hija, su hermano...) y no le evitan sufrir una desgracia familiar de la que nunca se recuperará, y que le obligará a confrontar sus convicciones con las de un mundo enloquecido que ya no obedece a los patrones del pasado, y que le dejará aparcado en un infierno dubitativo de inacción.
Pastoral americana fue la primera novela (1997) de la Trilogía estadounidense, que continuó con Me casé con un comunista (1998) y La mancha humana (2000).

## Adaptación cinematográfica
En 2016, se estrenó American Pastoral, una adaptación cinematográfica de la novela, dirigida y protagonizada por Ewan McGregor. 